# National Film and Television School
A National Film and Television School (Escola Nacional de Cinema e Televisão) é uma universidade britânica voltada exclusivamente para o cinema e para a televisão, estabelecida em 1971 em Beaconsfield, Buckinghamshire.
Dentre alguns de seus alunos notáveis, estão os cinematografistas Roger Deakins (Jarhead, Uma Mente Brilhante, Fargo), David Tattersall (007: Um Novo Dia Para Morrer, Guerra nas Estrelas) e Andrzej Sekuła (Pulp Fiction, Psicopata Americano e Cães de Aluguel e os diretores David Yates (Harry Potter) e Beeban Kidron (Bridge Jones no Limite da Razão).